# ТЕС Бернсдейл
ТЕС Бернсдейл — теплова електростанція на південному сході Австралії.
У 2001—2002 роках на майданчику станції ввели в дію дві встановлені на роботу у відкритому циклі газові турбіни потужністю по 47 МВт. Вони належали до розробленого General Electric типу LM6000, але виготовлені за ліцензією японською IHI (Ishikawajima-Harima Heavy Industries).
Як паливо станція використовує природний газ, що надходить по перемичці від трубопроводу Лонгфорд – Сідней.